# 화천 국민체육진흥공단 WFC
화천 국민체육진흥공단 WFC(Hwacheon Korea Sports Promotion Foundation Women's Football Club)는 대한민국 강원특별자치도 화천군에 있는 축구 선수단이다. 국민체육진흥공단이 운영하는 여자 세미프로 축구단이며, 2011년 3월에 창단했다. 창단 당시에는 전라북도에 연고로 두고 있다가, 2014년 11월 22일부터 강원도 화천군으로 연고를 이전했다. 현재 WK리그에 참가하고 있다.

## 선수 명단
| NO. | 포지션 | 국적     | 이름          | 생년월일         | 전 소속        | 비고   |
| --- | ------ | -------- | ------------- | ---------------- | -------------- | ------ |
| 1   | GK     | 대한민국 | 정보람        | 1991년 7월 22일  | 서울시청       |        |
| 2   | DF     | 대한민국 | 정지연        | 1996년 1월 9일   | 경주한수원     | 부주장 |
| 4   | FW     | 대한민국 | 최지나        | 1998년 5월 6일   |                |        |
| 5   | DF     | 대한민국 | 이민화        | 1999년 10월 29일 |                |        |
| 6   | DF     | 대한민국 | 고유진        | 1997년 1월 24일  | 세종 고려대    |        |
| 7   | DF     | 대한민국 | 최수진        | 1994년 6월 14일  |                |        |
| 8   | MF     | 대한민국 | 이정은        | 1993년 12월 15일 | 수원도시공사   |        |
| 9   | MF     | 대한민국 | 이소희        | 1997년 11월 17일 |                |        |
| 10  | MF     | 대한민국 | 이수빈        | 1994년 12월 26일 |                |        |
| 11  | MF     | 대한민국 | 위재은        | 1996년 8월 23일  |                |        |
| 13  | FW     | 대한민국 | 윤하윤        | 2000년 9월 26일  |                |        |
| 14  | MF     | 대한민국 | 박믿음        | 2000년 8월 26일  |                |        |
| 15  | DF     | 대한민국 | 윤지현        | 1995년 2월 16일  |                |        |
| 16  | FW     | 대한민국 | 문은주        | 2000년 9월 1일   |                |        |
| 17  | MF     | 대한민국 | 최정민        | 1999년 7월 12일  |                |        |
| 18  | MF     | 일본     | 요시미 나츠키 | 1993년 8월 5일   |                |        |
| 19  | DF     | 대한민국 | 황보람        | 1987년 10월 6일  | 고양-이천 대교 |        |
| 20  | DF     | 대한민국 | 맹다희        | 1997년 8월 19일  |                |        |
| 21  | GK     | 대한민국 | 김민영        | 2001년 11월 14일 |                |        |
| 22  | DF     | 대한민국 | 한주은        | 2000년 2월 7일   |                |        |
| 23  | GK     | 대한민국 | 민유경        | 1995년 6월 9일   |                |        |
| 24  | DF     | 대한민국 | 박다혜        | 1993년 1월 20일  |                |        |
| 25  | DF     | 대한민국 | 조예송        | 2001년 3월 29일  |                |        |
| 26  | MF     | 대한민국 | 황아현        | 2001년 11월 12일 |                |        |
| 27  | DF     | 대한민국 | 조다솜        | 1991년 12월 14일 |                |        |

### 유명 선수
- 이현영 (2013년)
- 전은하 (2013년~2014년)
- 김수연 (2014년~2016년)
- 강유미 (2015년~현재)
- 전가을 (2018년~2019년)

## 코칭스태프
- 취임은 공식 취임식 일자이며 취임식이 없거나 미상인 경우 공식 선임 일자를 기재한다.

| 순번 | 이름   | 취임       | 사임       | 재임시즌  | 비고      |
| ---- | ------ | ---------- | ---------- | --------- | --------- |
| 1대  | 강재순 | 2010/12/25 | 2024/12/25 | 2011-2024 | 초대 감독 |
| 2대  | 강선미 | 2025/01/01 |            | 2025-     |           |

- 감독 : 강선미

- 코치 : 이새움

- GK 코치 : 임종국

## 시즌별 개요
| 시즌 | 대회         | 팀 | 경기 | 승 | 무 | 패 | 득 | 실 | 차  | 승점 | 순위 |
| ---- | ------------ | -- | ---- | -- | -- | -- | -- | -- | --- | ---- | ---- |
| 2014 | WK리그       | 7  | 24   | 4  | 4  | 16 | 26 | 43 | -17 | 16   | 7위  |
| 2014 | 전국체육대회 | 8  | 2    | 1  | 1  | 0  | 4  | 3  | +1  |      | 4강  |

## 같이 보기
- 국민체육진흥공단